# Vladimir Andronachi
Vladimir Andronachi (n. 13 octombrie 1980) este un politician și oligarh moldovean. A fost un membru neafiliat al Parlamentului Republicii Moldova și vicepreședinte al Partidului Democrat din Moldova.